# Richard Virenque
  Richard Virenque    (Casablanca, 19 de novembre de 1969) fou un destacat ciclista professional francès entre els anys 1990 i 2004. Durant anys fou la gran esperança francesa de tornar a veure un compatriota en el lloc més alt del podi del Tour de França, arribant a quedar 3r el 1996 i 2n el 1997.

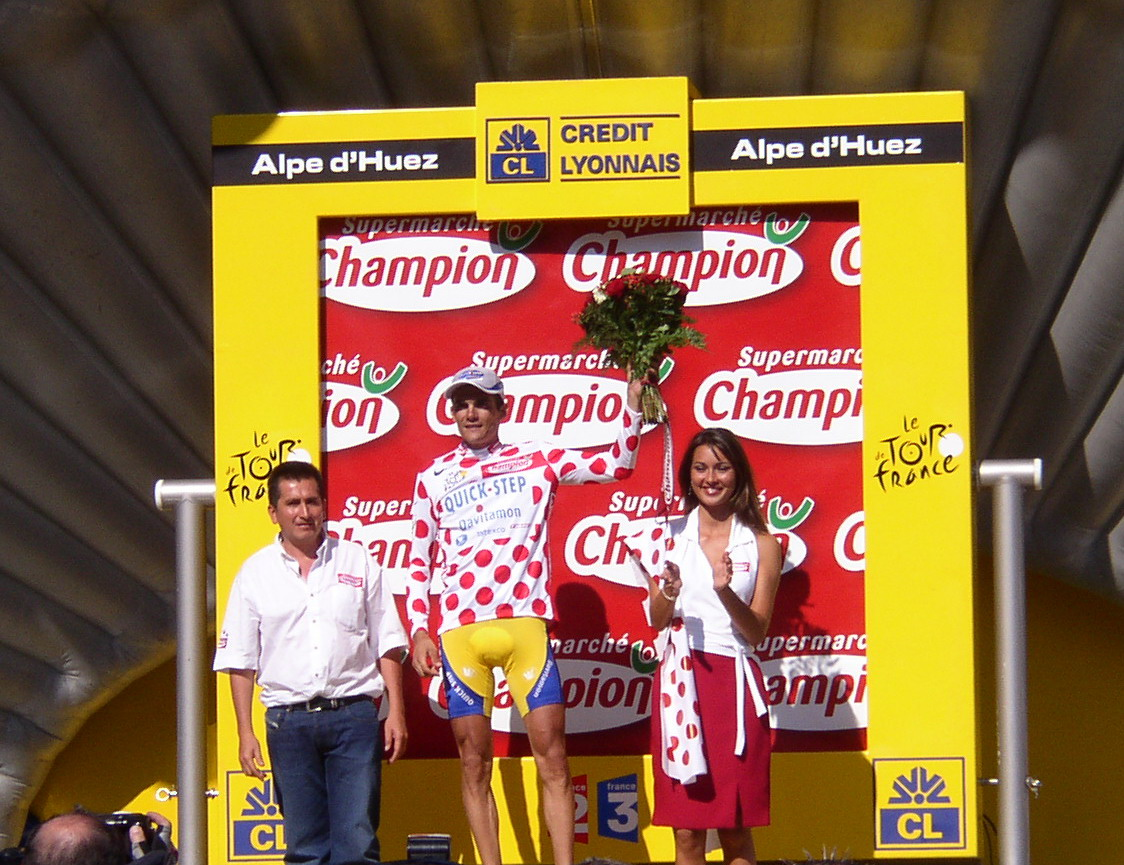
Richard Virenque amb el mallot de la muntanya del Tour de França de 2003.

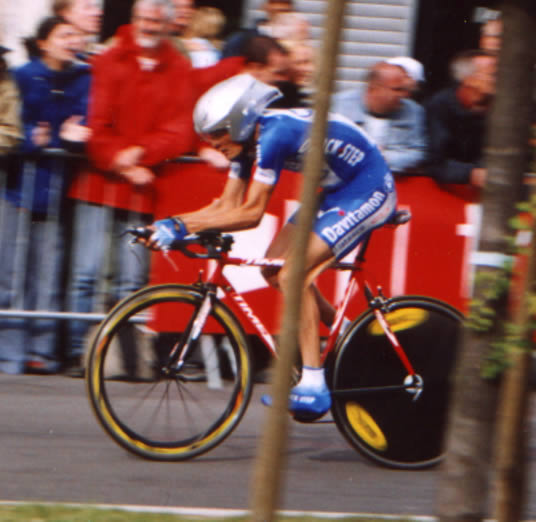
Richard Virenque

És el ciclista que en més ocasions ha guanyat el mallot de la muntanya del Tour de França, amb un total de 7 ocasions, superant així a Federico Bahamontes i Lucien van Impe, que en tenien 6 cadascú.
Entre 1998 i 2000, Virenque es veié afectat i sancionat per dopatge pel denominat Cas Festina, tot i que no li impedí seguir rendint a un gran nivell un cop superada la sanció.
Va participar en 3 Jocs Olímpics d'estiu.

## Palmarès
- 1993
  - Vencedor d'una etapa del Tour del Llemosí
- 1994
  - 1r al Trofeu dels Escaladors
  - 1r al Circuit de l'Aulne
  - Vencedor d'una etapa del Tour de França i  1r del Gran Premi de la Muntanya
  - Vencedor d'una etapa de la Ruta del Sud
  - 3r al Campionat del Món de ciclisme
- 1995
  - 1r a la Polynormande
  - Vencedor de 2 etapes de la Dauphiné Libéré
  - Vencedor d'una etapa del Tour de França i  1r del Gran Premi de la Muntanya
- 1996
  - 1r al Giro del Piamonte
  - 1r al Critèrium de Vayrac
  - Vencedor d'una etapa de la Dauphiné Libéré
  -  1r del Gran Premi de la Muntanya i del Premi de la Combativitat  del Tour de França
- 1997
  - 1r a la Polynormande
  - 1r al Critèrium de Vayrac
  - 1r al Gran Premi d'Obertura La Marseillaise
  - Vencedor d'una etapa del Tour de França i  1r del Gran Premi de la Muntanya i del Premi de la Combativitat
- 1998
  - Vencedor d'una etapa de la Dauphiné Libéré
- 1999
  - Vencedor d'una etapa al Giro d'Itàlia
  -  1r del Gran Premi de la Muntanya al Tour de França
- 2000
  - Vencedor d'una etapa del Tour de França
- 2001
  - 1r a la París-Tours
- 2002
  - Vencedor d'una etapa del Tour de França
- 2003
  - Vencedor d'una etapa del Tour de França i  1r del Gran Premi de la Muntanya
- 2004
  - Vencedor d'una etapa del Tour de França.  1r del Gran Premi de la Muntanya i 1r del Premi de la Combativitat

### Resultats al Tour de França
- 1992. 25è de la classificació general. Porta el mallot groc durant 1 etapa
- 1993. 19è de la classificació general
- 1994. 5è de la classificació general. Vencedor d'una etapa.  1r del Gran Premi de la Muntanya
- 1995. 9è de la classificació general. Vencedor d'una etapa.  1r del Gran Premi de la Muntanya
- 1996. 3r de la classificació general.  1r del Gran Premi de la Muntanya. 1r del Premi de la Combativitat
- 1997. 2n de la classificació general. Vencedor d'una etapa.  1r del Gran Premi de la Muntanya i del Premi de la Combativitat
- 1998. Exclòs junt amb tot l'equip Festina (7a etapa)
- 1999. 8è de la classificació general.  1r del Gran Premi de la Muntanya
- 2000. 6è de la classificació general. Vencedor d'una etapa
- 2002. 16è de la classificació general. Vencedor d'una etapa
- 2003. 16è de la classificació general. Vencedor d'una etapa.  1r del Gran Premi de la Muntanya. Porta el mallot groc durant 1 etapa
- 2004. 15è de la classificació general. Vencedor d'una etapa.  1r del Gran Premi de la Muntanya. 1r del Premi de la Combativitat

### Resultats al Giro d'Itàlia
- 1999. 14è de la classificació general. Vencedor d'una etapa

### Resultats a la Volta a Espanya
- 1995. 5è de la classificació general
- 1998. 11è de la classificació general
- 2000. 16è de la classificació general
- 2001. 24è de la classificació general
- 2003. Abandona (9a etapa)

## Reconeixements
- 2n a la Bicicleta d'Or Francesa: 1994, 1995 i 2003
- 3r a la Bicicleta d'Or Francesa: 2004